# Minoría sexual
Minoría sexual es un término que se refiere al grupo social cuya identidad sexual, sea por su identidad de género, expresión de género, orientación sexual, orientación romántica, o prácticas sexuales consentidas, difieren de los de la mayoría de la sociedad en la que viven. En sociología el término se utiliza para referirse al conjunto de la diversidad sexual y de género, englobado habitualmente bajo las siglas LGBTI.
Es un concepto análogo al de minoría étnica. Las minorías sexuales también pueden manifestar comportamientos y prácticas que en conjunto conforman una subcultura. En ciertos lugares y momentos históricos, las minorías sexuales han llegado incluso a desarrollar un lenguaje propio con el que identificarse sin ser reconocidos por el resto de la sociedad.
En muchos lugares las minorías sexuales se enfrentan al rechazo social y a riesgos de salud asociados que van más allá de sus prácticas sexuales, como mayores tasas de depresión o de suicidio.

## Orígenes
Lo más probable es que el término minoría sexual se acuñara a finales de la década de 1960 bajo la influencia del libro de Lars Ullerstam The Erotic Minorities: A Swedish View, que está fuertemente a favor de la tolerancia y la empatía hacia parafilias como la pedofilia y las sexualidades poco comunes en las que las personas fueron etiquetadas como "delincuentes sexuales". El término se usó como análogo a la minoría étnica.
Científicos como Ritch Savin-Williams apoyan el uso del término para describir con precisión a los jóvenes adolescentes que pueden no identificarse con ninguna etiqueta de identidad sexual definida culturalmente común (lesbiana, gay, bisexual, etc.), pero que aun así experimentan atracción hacia aquellos de su mismo sexo anatómico.

## Problemas sociales y de salud asociados

### Estrés
Los problemas sociales pueden conducir a posibles problemas psicológicos y de salud, especialmente en la juventud. Se ha descubierto que las minorías sexuales se enfrentan a un mayor estrés debido a los estigmas sociales. Este estrés relacionado con el estigma crea una elevada regulación de afrontamiento y procesos sociales y cognitivos que conducen al riesgo de psicopatología.

### Comportamiento arriesgado
Los Centros para el Control de Enfermedades (CDC) publicaron su estudio de 2015 de grandes cohortes de estudiantes de noveno a duodécimo grado en todo Estados Unidos. Se demostró que cien comportamientos de salud ponen a los estudiantes de LGB en riesgo de consecuencias para la salud. Los estudiantes de minorías sexuales se involucran en comportamientos más arriesgados en comparación con los estudiantes de minorías no sexuales. Algunos estudiantes "...no tuvieron contacto sexual [y] fueron excluidos de los análisis sobre comportamientos sexuales [incluidas] estudiantes que tuvieron contacto sexual solo con mujeres [y] fueron excluidas de los análisis sobre el uso de condones y el uso de anticonceptivos..." También se excluyeron "...los estudiantes varones que tuvieron contacto sexual solo con hombres [y] fueron excluidos de los análisis sobre el uso de la píldora anticonceptiva. Un pequeño estudio mostró que los adolescentes LGBT eran víctimas con más frecuencia, tenían tasas más altas de psicopatología, salían de casa más a menudo, usaban sustancias altamente adictivas con más frecuencia y tenían más probabilidades de tener más parejas sexuales múltiples que los adolescentes heterosexuales.

### Desarrollo
Sobre la base de estudios de adolescentes, se concluye que las minorías sexuales son similares a las adolescentes heterosexuales en las necesidades y preocupaciones de desarrollo. Sin embargo, la investigación ha sugerido que los jóvenes de minorías sexuales (más específicamente los jóvenes LGBT) son más susceptibles a los problemas psicológicos y de salud que los jóvenes heterosexuales.

### Epidemiología
Las minorías sexuales tienden a utilizar métodos alternativos y complementarios de medicina para abordar sus necesidades de salud con más frecuencia que los heterosexuales. Las mujeres de minorías sexuales tienen una mayor incidencia de asma, obesidad, artritis y enfermedades cardiovasculares que otros grupos.
Las minorías sexuales adolescentes reportan una mayor incidencia de lo siguiente en comparación con los estudiantes heterosexuales:
- sentimientos de no estar seguro viajando hacia y desde la escuela o en la escuela.
- no iban a la escuela porque no se sentían seguros.
- forzado a hacer cosas sexuales que no querían hacer por alguien con quien estaban saliendo o saliendo una o más veces durante los 12 meses (tocar, besarse o físicamente forzado a tener relaciones sexuales)
- tuvo relaciones sexuales.
- tuvo sexo por primera vez antes de los 13 años.
- tuvo relaciones sexuales con al menos otras cuatro personas.
- no usan anticonceptivos.
- había sufrido violencia sexual.

En comparación con la población general, las minorías sexuales tienen un mayor riesgo de autolesiones. El tratamiento de las minorías sexuales que envejecen parece estar más influenciado por el envejecimiento. El apoyo a las minorías sexuales que envejecen parece ser común.

### Discriminación
Solamente en Estados Unidos, cuando los adultos gays, lesbianas y bisexuales informaron haber sido discriminados, el cuarenta y dos por ciento lo atribuyó a su orientación sexual. Esta discriminación se asoció positivamente tanto a efectos nocivos en la calidad de vida como a indicadores de morbilidad psiquiátrica.

## En los medios de comunicación
Las minorías sexuales generalmente se retratan en los medios de comunicación como ignoradas, trivializadas o condenadas. El término aniquilación simbólica explica su falta de caracterización debido a que no encaja en el estilo de vida blanco, heterosexual y de vainilla. Se ha sugerido que los medios de comunicación en línea se han convertido en un espacio en el que las minorías sexuales pueden usar "artillería social". Esta descripción se centra en cómo las redes sociales y las conexiones se oponen a los casos de homofobia.[Aun así, algunas personas se han abierto camino en los medios de comunicación a través de la televisión y la música. Programas de televisión como The Ellen DeGeneres Show y Modern Family de ABC protagonizan a personas que se muestran abiertas sobre sus estilos de vida no heterosexuales. En la música, personas como Sam Smith y Sia han creado canciones que expresan sus emociones y sexualidad con varios seguidores. Si bien las minorías sexuales tienen un lugar en los medios de comunicación, a menudo se critica que todavía están limitadas en sus representaciones. En los espectáculos, si un personaje es gay, a menudo son un personaje muy superficial que solo está presente para un alivio cómico o como un giro de la trama. En comparación con una contraparte heteronormativa, la minoría sexual es a menudo un mero compañero. Sin embargo, desde la integración de actores, músicos y personajes de minorías sexuales, la idea de no normalidad se ha normalizado más en la sociedad.

## Cuestiones culturales
La investigación actual y pasada ha sido "enfocada hacia los hombres de SM, y se centra desproporcionadamente en el VIH y otras infecciones de transmisión sexual". Entre 1989 y 2011, numerosas subvenciones para la investigación fueron patrocinadas y financiadas por los Institutos Nacionales de Salud de los Estados Unidos (NIH), pero la investigación financiada para las minorías sexuales y la salud constituyó el 0,1 % de todos los estudios financiados. La mayoría de las investigaciones se han dirigido a hombres homosexuales y bisexuales. Los estudios de las minorías sexuales de las mujeres representaron solo el 13,5 %.
Las minorías sexuales en Sudáfrica tienen desigualdades de salud relacionadas con la orientación sexual en comparación con otros países. Una de las mayores prevalencias de violencia sexual contra mujeres de una minoría sexual se da en Sudáfrica. Las mujeres de color que viven en zonas urbanas de bajos ingresos son especialmente atacadas. Los perpetradores de violencia sexual creen que estar "corrigiendo a las mujeres", y que sus acciones las curarán de su homosexualidad.